# Панасак
Панаса́к (фр. Panassac) — коммуна во Франции, находится в регионе Юг — Пиренеи. Департамент — Жер. Входит в состав кантона Масёб. Округ коммуны — Миранд.
Код INSEE коммуны — 32304.

## География

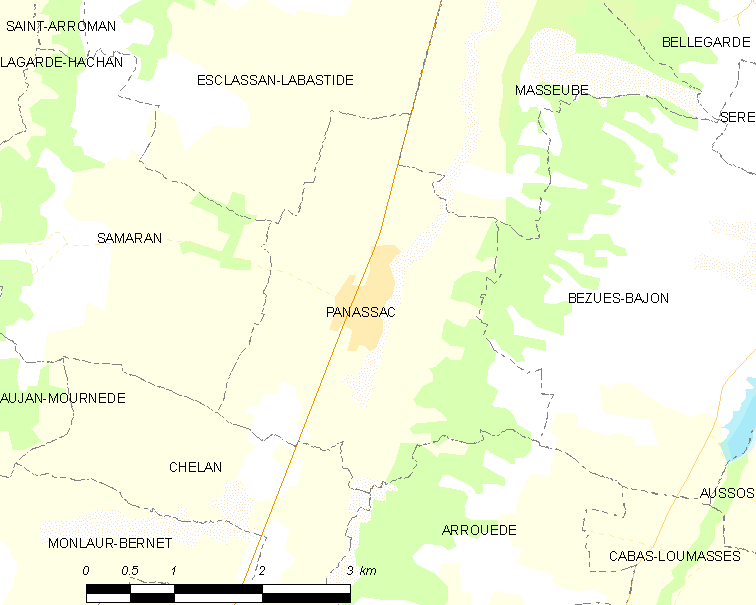
Карта коммуны

Коммуна расположена приблизительно в 630 км к югу от Парижа, в 75 км западнее Тулузы, в 29 км к югу от Оша.
По территории коммуны протекает река Жер.

## Климат
Климат умеренно-океанический. Лето жаркое и немного дождливое, температура часто превышает 35 °С. Зимой часто бывает отрицательная температура и ночные заморозки. Годовое количество осадков — 700—900 мм.

## Население
Население коммуны на 2010 год составляло 276 человек.
| 1962 | 1968 | 1975 | 1982 | 1990 | 1999 | 2010 |
| ---- | ---- | ---- | ---- | ---- | ---- | ---- |
| 283  | 290  | 267  | 273  | 262  | 280  | 276  |

## Администрация
| Период | Период | Фамилия         | Партия | Примечания |
| ------ | ------ | --------------- | ------ | ---------- |
| 2001   | 2014   | Габриэль Ульяна |        |            |
| 2014   | 2020   | Изабель Эксилар |        |            |

## Экономика
В 2010 году среди 160 человек трудоспособного возраста (15-64 лет) 120 были экономически активными, 40 — неактивными (показатель активности — 75,0 %, в 1999 году было 68,7 %). Из 120 активных жителей работали 106 человек (54 мужчины и 52 женщины), безработных было 14 (7 мужчин и 7 женщин). Среди 40 неактивных 8 человек были учениками или студентами, 18 — пенсионерами, 14 были неактивными по другим причинам.

## Достопримечательности
- Средневековый феодальный мотт Ле-Тюко-де-Панасак. Исторический памятник с 1979 года[4]